# American Prayer
American Prayer è una canzone scritta dal leader degli Eurythmics e Bono nel 2002. Di questo brano è stato prodotto anche un videoclip, in bianco e nero, nel 2008, per sostenere la campagna elettorale del senatore Barack Obama. Nel video sono presenti numerosi altri sostenitori che cantano parte della canzone, tra cui Beyoncé, Pamela Anderson, Oprah Winfrey, Cyndi Lauper e Whoopi Goldberg.
La canzone, originariamente, è stata utilizzata dal leader degli U2, Bono per promuovere le numerose attività benefiche supportate dallo stesso.

## Fonti
- http://www.u2place.com/news.asp